# Andronico Paleologo Cantacuzeno
Andronico Paleologo Cantacuzeno (in greco Ανδρόνικος Παλαιολόγος Καντακουζηνός?; ... – Costantinopoli, 4 giugno 1453) fu l'ultimo Grande Domestico dell'Impero Bizantino. Era presente in città alla caduta di Costantinopoli nel 1453, fece parte del gruppo di alti funzionari imperiali giustiziati dal sultano ottomano Maometto II cinque giorni dopo la presa della città.
Andronico fu tra coloro che consigliarono all'imperatore Costantino XI Paleologo di prendere come terza moglie Anna, figlia dell'imperatore Davide di Trebisonda, anziché Mara, figlia di Đurađ Branković, despota di Serbia. Il suo nome compare nel trattato tra Bisanzio e Venezia concluso nell'aprile del 1448, al posto di Demetrio Paleologo Cantacuzeno, all'epoca indisposto.
Si tratta probabilmente del Grande Domestico Cantacuzeno che l'imperatore Giovanni VIII Paleologo inviò nell'autunno del 1436 per convincere i serbi a inviare una delegazione ai Concili di Ferrara e Firenze in merito all'Unione delle Chiese. Lo storico Silvestro Siropulo descrive quest'uomo come il "cognato del despota di Serbia"; Andronico Paleologo Cantacuzeno era il fratello di Irene Cantacuzena, moglie di Đurađ Branković. La Chiesa serba si rifiutò di partecipare a questo concilio e, se l'identificazione è corretta, potrebbe spiegare la motivazione di Andronico per opporsi al matrimonio tra l'imperatore Costantino e Mara Branković.

## Matrimonio e discendenza
Secondo la genealogia della moglie, compilata da Hugues Busac, era fratello di Giorgio Paleologo Cantacuzeno, e con Giorgio forse figlio di Demetrio I Cantacuzeno o di suo fratello Teodoro Cantacuzeno. Era sposato ed ebbe almeno un figlio che sposò la figlia del mega duca Luca Notara. Ducas racconta che il giovane Cantacuzeno fu accompagnato dal suocero alla loro esecuzione.

## Ascendenza
|                                 |             |                                      | Genitori               |  |  | Nonni |  |  | Bisnonni                |  |  | Trisnonni           |  |
|                                 |             |                                      |                        |  |  |       |  |  | Giovanni VI Cantacuzeno |  |  | Michele Cantacuzeno |  |
|                                 |             |                                      |                        |  |  |       |  |  | Giovanni VI Cantacuzeno |  |  | Michele Cantacuzeno |  |
|                                 |             | Teodora Paleologa Cantacuzena Angela |                        |  |  |       |  |  | Giovanni VI Cantacuzeno |  |  |                     |  |
| Matteo Cantacuzeno              |             |                                      |                        |  |  |       |  |  | Giovanni VI Cantacuzeno |  |  |                     |  |
|                                 |             | Irene Asanina                        | Andronico Asen         |  |  |       |  |  |                         |  |  |                     |  |
|                                 |             | Irene Asanina                        | Andronico Asen         |  |  |       |  |  |                         |  |  |                     |  |
|                                 |             | Irene Asanina                        | N. Tarchanaiotissa     |  |  |       |  |  |                         |  |  |                     |  |
| Teodoro Paleologo Cantacuzeno   |             | Irene Asanina                        |                        |  |  |       |  |  |                         |  |  |                     |  |
|                                 |             | Demetrio Paleologo                   | Andronico II Paleologo |  |  |       |  |  |                         |  |  |                     |  |
|                                 |             | Demetrio Paleologo                   | Andronico II Paleologo |  |  |       |  |  |                         |  |  |                     |  |
|                                 |             | Demetrio Paleologo                   | Violante di Monferrato |  |  |       |  |  |                         |  |  |                     |  |
| Irene Paleologa                 |             | Demetrio Paleologo                   |                        |  |  |       |  |  |                         |  |  |                     |  |
|                                 |             | Teodora Comnena                      | …                      |  |  |       |  |  |                         |  |  |                     |  |
|                                 |             | Teodora Comnena                      | …                      |  |  |       |  |  |                         |  |  |                     |  |
|                                 |             | Teodora Comnena                      | …                      |  |  |       |  |  |                         |  |  |                     |  |
| Andronico Paleologo Cantacuzeno |             | Teodora Comnena                      |                        |  |  |       |  |  |                         |  |  |                     |  |
|                                 | Simeon Uroš | Stefano Uroš III Dečanski            |                        |  |  |       |  |  |                         |  |  |                     |  |
|                                 | Simeon Uroš | Stefano Uroš III Dečanski            |                        |  |  |       |  |  |                         |  |  |                     |  |
|                                 | Simeon Uroš | Maria Paleologa                      |                        |  |  |       |  |  |                         |  |  |                     |  |
| Giovanni Uroš                   | Simeon Uroš |                                      |                        |  |  |       |  |  |                         |  |  |                     |  |
|                                 |             | Tommasa Orsini                       | Giovanni d'Epiro       |  |  |       |  |  |                         |  |  |                     |  |
|                                 |             | Tommasa Orsini                       | Giovanni d'Epiro       |  |  |       |  |  |                         |  |  |                     |  |
|                                 |             | Tommasa Orsini                       | Anna Paleologa         |  |  |       |  |  |                         |  |  |                     |  |
| Elena Ouresina Doucaina         |             | Tommasa Orsini                       |                        |  |  |       |  |  |                         |  |  |                     |  |
|                                 |             | Radoslav Hlapen                      | …                      |  |  |       |  |  |                         |  |  |                     |  |
|                                 |             | Radoslav Hlapen                      | …                      |  |  |       |  |  |                         |  |  |                     |  |
|                                 |             | Radoslav Hlapen                      | …                      |  |  |       |  |  |                         |  |  |                     |  |
| N. Radoslava                    |             | Radoslav Hlapen                      |                        |  |  |       |  |  |                         |  |  |                     |  |
|                                 |             | …                                    | …                      |  |  |       |  |  |                         |  |  |                     |  |
|                                 |             | …                                    | …                      |  |  |       |  |  |                         |  |  |                     |  |
|                                 |             | …                                    | …                      |  |  |       |  |  |                         |  |  |                     |  |
|                                 |             | …                                    |                        |  |  |       |  |  |                         |  |  |                     |  |